# Louis Michel
Louis Michel, nome di nascita di Louis Hortense Omer Charles (Tienen, 2 settembre 1947), è un politico belga.
Membro del Parlamento belga dal 1978 al 2004, Vice primo ministro e Ministro federale degli affari esteri e delle riforme istituzionali dal 1999 al 2004 e commissario europeo nelle Commissioni Prodi e Barroso I ed è europarlamentare dal 2009.
Michel è un membro di spicco del partito liberale di lingua francese, il Movimento Riformatore. È il padre di Charles Michel, attuale presidente del Consiglio europeo.

## Biografia
Louis Michel è figlio di un massone, di famiglia di origine ebrea. Di professione insegnante, insegnò letteratura inglese, tedesca e olandese a Jodoigne dal 1º ottobre 1968 al 4 gennaio 1978.
Prima di dedicarsi esclusivamente alla vita politica, Michel lavorò per una decina d'anni come insegnante in un sobborgo di Bruxelles. Dal 1967 al 1977 servì come segretario dei Giovani liberali del distretto di Nivelles, poi assunse posizioni di sempre maggiore rilievo nella gerarchia del Partito Riformatore Liberale fino a diventarne segretario nel 1982. Michel è stato segretario del PRL fino al 1990 e poi nuovamente dal 1995 al 1999.

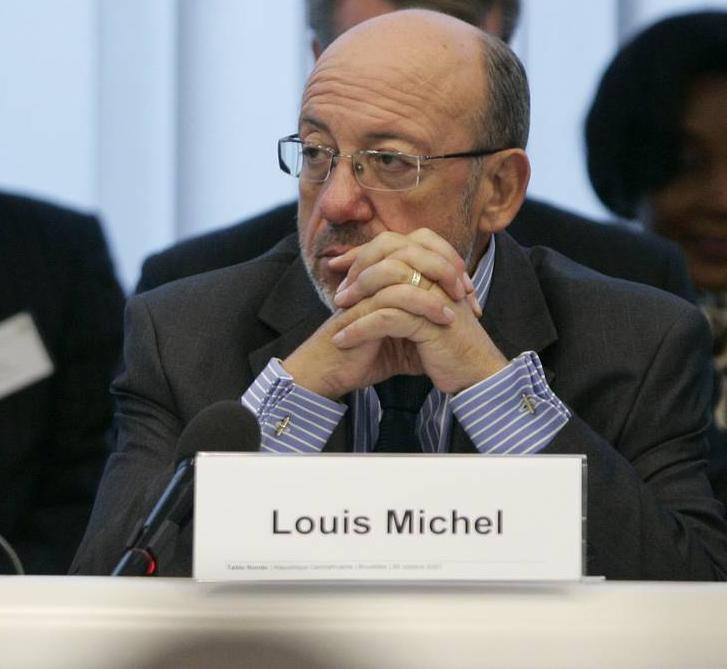
Louis Michel, commissario europeo per lo Sviluppo, alla tavola rotonda della Repubblica centrafricana a Bruxelles, 26 ottobre 2007

Michel è sindaco di Jodoigne ininterrottamente dal 1983 al 2004. Dal 1978 al 2004 ha fatto parte del Parlamento federale del Belgio, prima nella Camera dei rappresentanti e poi dal 1999 nel Senato. Nel 1999 Michel venne anche nominato ministro degli esteri e vice primo ministro del Belgio. Si dimise nel 2004, quando venne indicato dal suo governo come commissario europeo del Belgio nella Commissione Barroso I. In realtà Philippe Busquin, commissario europeo del Belgio nella Commissione Prodi, si dimise pochi mesi prima della scadenza del mandato della Commissione, per cui Michel prese il suo posto per il periodo restante.
Nella Commissione Barroso I Michel svolse l'incarico di Commissario europeo per lo Sviluppo e gli aiuti umanitari. In quanto tale, Michel ha dovuto occuparsi in modo particolare di Africa, continente in cui la presenza coloniale belga fu pesante e costituisce ancora oggi un tema delicato. Michel è stato coinvolto in alcune polemiche, soprattutto per alcune sue dichiarazioni e per dei suoi legami con alcuni personaggi della Repubblica Democratica del Congo, in particolare con Joseph Kabila.
Michel rimase in carica come commissario europeo fino alle elezioni europee del giugno 2009, in seguito alle quali si dimise per svolgere l'incarico di europarlamentare. Tra il 12 maggio e il 10 giugno 2007 egli scelse di dedicarsi alla campagna elettorale del suo partito, il Movimento Riformatore, per le elezioni politiche in Belgio, suscitando reazioni diverse. Mancavano infatti precedenti di commissari europei in carica impegnati in maniera così diretta in una competizione elettorale nazionale. Per quel periodo le funzioni di Michel vennero svolte dal commissario Olli Rehn.
È il padre del primo ministro Charles Michel.